# Captain Tsubasa
Captain Tsubasa (jap. キャプテン翼, Kyaputen Tsubasa) ist eine Manga-Serie von Autor und Zeichner Yōichi Takahashi, die von 1981 bis 1988 in der Weekly Shōnen Jump veröffentlicht wurde. Sie rankt sich um den jungen Fußballspieler Tsubasa Ohzora und seinen Traum, sowohl der beste Fußballer der Welt zu werden als auch mit der japanischen Fußballnationalmannschaft die Fußball-Weltmeisterschaft zu erreichen. Die Originalserie behandelt dabei Tsubasas Werdegang von seinen ersten Partien in der Schulmannschaft als Grundschüler bis hin zum ersten internationalen Turnier in Frankreich, kurz bevor er die Mittelschule abschließt, um nach Brasilien aufzubrechen.
Der Manga wurde in mehreren Serien fortgesetzt, die auch als Anime verfilmt wurden. Darunter sind mehrere Fernsehserien, OVAs und Kinofilme. Während die erste Fernsehserie in Deutschland als Die tollen Fußball-Stars bekannt wurde, fand anlässlich der Fußball-Weltmeisterschaft 2006 in Deutschland die Verfilmung des Manga Captain Tsubasa – Road to 2002 unter dem Titel Super Kickers 2006 – Captain Tsubasa den Weg ins deutsche Fernsehen.

## Handlung
Zu Beginn der Serie zieht der 11-jährige Tsubasa Ohzora mit seiner Familie nach Nankatsu in der Präfektur Shizuoka, wo er sich seiner Schulmannschaft, dem FC Nankatsu, anschließt und mit dieser zunächst die Landesmeisterschaft der Grundschüler gewinnen kann. Neben Tsubasa sind Ryo Ishizaki, Genzo Wakabayashi und Taro Misaki die wichtigsten Spieler Nankatsus. Nach dem Gewinn der Meisterschaft wechselt Wakabayashi nach Deutschland und spielt beim FC Grünwald, Taro Misaki zieht nach Frankreich. Roberto Hongo, ein ehemaliger brasilianischer Fußballspieler, der den FC Nankatsu und Tsubasa trainierte, zieht nach Brasilien zurück.
Bei der Landesmeisterschaft der Mittelschüler stehen sich der FC Nankatsu und die Toho-Schule, die Mannschaft von Tsubasa Erzrivalen Kojiro Hyuga, dreimal im Finale gegenüber. In den ersten beiden Jahren gelingt es der Mannschaft von Nankatsu, den Titel zu gewinnen, im dritten Jahr endet das Spiel mit 4:4-Unentschieden, bei dem Tsubasa und Kojiro alle Tore schießen. Der Titel geht an beide Mannschaften.
Nach dem Ende der Landesmeisterschaft werden neben Tsubasa und Hyuga sowie einiger Spieler Nankatsus und Tohos auch Hikaru Matsuyama (dessen Mannschaft, der FC Furano, im Halbfinale ausgeschieden war) und Hiroshi Jito (aus im Viertelfinale) in die U-16 Mannschaft berufen, um bei der Fußball-Weltmeisterschaft der Junioren in Frankreich anzutreten. Da sich Tsubasa während der Landesmeisterschaft verletzte, kann er erst im letzten Vorbereitungsspiel antreten. Bei der Endrunde in Frankreich erreichen die Japaner das Finale und besiegen Deutschland mit 3:2. Danach wechselt Tsubasa nach Brasilien zum FC Brancos und Kojiro nach Italien zum FC Piemont.
Drei Jahre später spielt die japanische Mannschaft zunächst bei der U-19 Fußball-Asienmeisterschaft und gewinnt den Titel durch ein 2:0 über Südkorea. Bei der darauffolgenden U-20 WM gewinnen die Japaner das Finale gegen Brasilien dank eines Hattricks von Tsubasa mit 3:2. Nach dem Ende der WM heiratet Tsubasa seine Jugend-Freundin Sanae Nakazawa und wechselt nach Spanien.

## Charaktere
Tsubasa OhzoraTsubasa (大空　翼, Ōzora Tsubasa) ist der Protagonist der Serie. Sein größter Traum ist es, einmal mit der japanischen Nationalmannschaft Fußball-Weltmeister zu werden. Zunächst spielt er in der Nankatsu-Mannschaft, ehe er nach Brasilien (FC São Paulo (deutsche Fassung: FC Brancos)) und später nach Spanien (FC Barcelona (deutsche Fassung: FC Katalonien)) wechselt. Seine besondere Technik ist der Top-Spin und der Fallrückzieher, die er beide durch den Trainer Roberto erlernte.
Genzo WakabayashiGenzo (若林　源三, Wakabayashi Genzō) ist zunächst Torwart der Shutetsu-Schule und spielt danach für den FC Nankatsu. Nach der Bezirksmeisterschaft wechselt er nach Deutschland (Hamburger SV (deutsche Fassung: FC Grünwald)). Er ist zudem Stammtorwart der japanischen Mannschaft. Er trägt immer eine Kappe mit der Aufschrift „W. Genzo“.
Kojiro HyugaHyuga (日向　小次郎, Hyūga Kojirō) ist ein brandgefährlicher Stürmer und spielt für die Meiwa-, später für die Toho-Schule. Zunächst sieht er in Tsubasa einen Feind, schließt mit ihm aber im Laufe der Zeit Freundschaft. Hyuga stammt aus einfachen Verhältnissen und musste neben dem Fußballspielen auch hart arbeiten, um seine Mutter und seine drei Geschwistern zu unterstützen. Dadurch spielt er nicht nur sehr ehrgeizig, sondern auch extrem hart. Seine Spezialtechnik ist der Tigerschuss. Später spielt er in Italien bei Juventus Turin (deutsche Fassung: FC Piemont).
Taro MisakiTaro (岬　太郎, Misaki Tarō) ist Tsubasas bester Freund und bildet mit ihm das sogenannte Goldene Duo von Nankatsu. Er ist Tsubasa praktisch ebenbürtig. Seine Stärke sind perfekt platzierte Pässe und Torschüsse, außerdem noch Dribblings und Freistöße. Zunächst spielt er in der japanischen, wechselt danach aber in die französische Liga. Sein Vater ist Maler, weshalb er häufig den Wohnort wechseln musste, dafür aber auch viel rumgekommen ist.
Roberto HongoRoberto ist ein ehemaliger brasilianischer Fußballspieler japanischer Abstammung, der seine Karriere wegen einer Netzhautablösung nach einem unglücklichen Zusammenstoß in einem Spiel und auf Rat von Ärzten beendete. In Japan ist er erst wegen persönlicher Sachen, aber als er Tsubasa beobachtet, wird er Trainer des FC Nankatsu und bringt Tsubasa einige Techniken, wie den Top-Spin, bei. In Brasilien eröffnet er zunächst eine Fußballschule, ehe er Trainer der brasilianischen Mannschaft wird.
Ryo IshizakiRyo (石崎　了, Ishizaki Ryō) ist wie Tsubasa Spieler des FC Nankatsu und zunächst deren Kapitän. In der japanischen Mannschaft spielt er in der Abwehr, wo er sich besonders durch seine Zweikampfstärke, Ausdauer, Kampfkraft und Durchhaltevermögen auszeichnet.
Hikaru MatsuyamaHikaru (松山　光, Matsuyama Hikaru) ist ein Spieler des FC Furano und der Abwehrchef der japanischen Mannschaft. Er erreichte mit der Mannschaft Furanos das Halbfinale der Landesmeisterschaft. Seine Spezialtechnik ist der Adlerschuss. Hin und wieder unterläuft ihm aber auch mal der ein oder andere Fauxpas wie z. B. ein recht peinliches Eigentor gegen die Tachibana-Brüder.
Ken WakashimazuWakashimazu (若島津　健}, Wakashimazu Ken) trainierte zunächst im Karate-Dōjō seines Vaters, entschied sich aber später gegen dessen Willen für den Fußball. Bei der U-16 war er der Stammtorwart, in der japanischen Mannschaft ist er hinter Wakabayashi die Nummer 2.
Shingo AoiShingo (葵　新伍, Aoi Shingo) ist ein junger Spieler, der während der J-Saga erstmals auftaucht. Er spielt in der zweiten italienischen Liga.
Hiroshi JitoJito (次藤　洋, Jitō Hiroshi) ist der größte Spieler der japanischen Mannschaft und besonders in der Defensive sehr stark.
Takeshi SawadaTakeshi (沢田　タケシ, Sawada Takeshi) wechselte wie Hyuga von der Meiwa an die Toho-Schule und bildet mit ihm das Goldene Duo Tohos. Später wird er Kapitän der japanischen U-20 Mannschaft.
Sanae NakazawaSanae (中沢　早苗, Nakazawa Sanae) ist Tsubasas Schwarm, später Freundin und Ehefrau. Sie scheint sehr eifersüchtig auf Yayoi Aoba, die eine alte Freundin von Tsubasa ist, zu sein, aber später werden sie gute Freundinnen und halten Briefkontakt.
Jun MisugiJun (三杉　淳, Misugi Jun) ist der talentierteste aller Charaktere und daher vor allem von den weiblichen Zuschauern umschwärmt. Aufgrund einer Herzkrankheit kann er allerdings nur bedingt Fußball spielen. Er wurde aber trotzdem für die U-16 Mannschaft nominiert und fungiert dort ebenfalls als Co-Trainer. Außerdem ist Yayoi Aoba seine Schulfreundin und spätere Freundin. Seine Stärken sind seine gute Spielübersicht und sein gutes Taktikverständnis.

## Entstehung und Veröffentlichungsgeschichte
Als die Serie in Japan Anfang der 1980er Jahre startete, war Fußball kaum bekannt und nicht populär. Der Autor Yoichi Takahashi nahm sich nach seinem Besuch der Fußball-Weltmeisterschaft 1978 in Argentinien vor, den Sport in Japan beliebter zu machen und begann mit der Arbeit an Captain Tsubasa.
In Japan erschien die erste Captain-Tsubasa-Serie von 1981 bis 1988 im Weekly Shonen Jump des Verlags Shūeisha. Die Sammelbandausgabe erreichte 37 Bände. Die Serie wurde von Yōichi Takahashi sieben Jahre nach dem Ende der Originalserie um eine Fortsetzung mit dem Titel Captain Tsubasa – World Youth Hen (キャプテン翼 ワールドユース編 kyaputen tsubasa wārudo yūsu hen) erweitert, die ebenfalls in der Weekly Shōnen Jump veröffentlicht wurde und bis zu ihrem Ende 1997 18 Bände erreichte. In diesem Abschnitt der Handlung werden die Bemühungen Tsubasas und seiner Freunde beleuchtet, mit der Junioren-Nationalmannschaft den ersten echten Weltmeistertitel zu erringen. Im Anschluss an dessen Ende erschien ab 2001 die Fortsetzung Captain Tsubasa – Road to 2002 (キャプテン翼 -ROAD TO 2002-) in der Young Jump, welche Tsubasas Weg nach Europa und die Berufung seiner Freunde in die Auswahl der Nationalmannschaft der Erwachsenen zur Fußball-Weltmeisterschaft 2002 in Japan und Südkorea zeigt. Nachdem die Serie 2004 endete, wurde die Geschichte in der von 2005 bis 2008 laufenden Serie Captain Tsubasa – Golden 23 (キャプテン翼 -GOLDEN 23-) weitergeführt, welche den Weg einer U22-Nationalauswahl zu den Olympischen Sommerspielen 2004 in Athen beschreibt und in der Young Jump veröffentlicht wird. Die Serie kam auf zwölf Bände, ihr folgte 2009 die kurze Fortsetzung Captain Tsubasa: Kaigai Gekito Hen in Calcio, die in zwei Bänden erschien. 2010 bis 2012 kam der Manga Captain Tsubasa: Kaigai Gekito Hen En La Liga heraus, der schließlich sechs Bände umfasst. Seit Dezember 2013 erscheint in Japan, nun im Magazin Grand Jump, die Serie Captain Tsubasa – Rising Sun. Darüber hinaus erschienen fünf Mangaspecials und One Shot-Veröffentlichungen, darunter Boku wa Misaki Taro oder Saikyo no Tenki! Hollanda Youth.
In Deutschland wurden die 37 Bände der ersten Serie von Carlsen Comics veröffentlicht. Der Manga wurde auch ins Spanische, Italienische und Französische übersetzt.

## Adaptionen

### Fernsehserien
Toei Animation produzierte auf der Grundlage des Mangas zunächst eine Anime-Fernsehserie, die von 1983 bis 1986 auf dem japanischen Fernsehsender TV Tokyo ausgestrahlt wurde und insgesamt 128 Folgen umfasste. Diese Serie wurde in Deutschland unter dem Titel Die tollen Fußball-Stars bekannt.
Als die Nachfolgeserie World Youth erschien, produzierten Nippon Animation und das Studio Comet die Anime-Fernsehserie Captain Tsubasa J, die von 1993 bis 1995 auf dem japanischen Fernsehsender Fuji TV ausgestrahlt wurde. Die Serie umfasst insgesamt 47 Folgen und erzählt erst ab der 33. Folge die Geschehnisse aus der World Youth-Saga.
Die dritte Nachfolgeserie zum Manga, Captain Tsubasa – Road to 2002, wurde von Group TAC und Studio Madhouse verfilmt und auf dem Fernsehsender TV Tokyo anlässlich zur Fußballweltmeisterschaft 2002 in Japan und Südkorea ausgestrahlt. Der 52 Folgen umfassende Anime wurde in Deutschland unter dem Titel Super Kickers 2006 – Captain Tsubasa bekannt.
Seit dem 3. April 2018 läuft eine Neuauflage der Serie auf TV Tokyo, TV Aichi und weiteren Sendern. Thematisch soll zunächst das japanische Team während der Qualifikation für die Fußball-Weltmeisterschaft 2018 in Russland begleitet werden. Im Anschluss soll es um die Endrunde des Turniers gehen. Angekündigt wurden Auftritte von Cristiano Ronaldo, Lionel Messi oder Manuel Neuer.

### Filme
Folgende Filme wurden zur Manga- und Animeserie veröffentlicht. Regie führte immer Isamu Imakake.
- Captain Tsubasa: Europe Daikessen (キャプテン翼 ヨーロッパ大決戦), 1985
- Captain Tsubasa: Ayaushi! Zen Nippon Jr. (キャプテン翼 危うし！全日本Ｊｒ．), 1985
- Captain Tsubasa: Asu ni Mukatte Hashire! (キャプテン翼 明日に向って走れ！), 1986
- Captain Tsubasa: Sekai Daikessen!! Jr. World Cup (キャプテン翼 世界大決戦！！Ｊｒ．ワールドカップ), 1986

### Original Video Animation
Die Original Video Animation Shin Captain Tsubasa wurde von CBS Sony Group Inc., Movic und Shūeisha produziert und von Juli 1989 bis Juli 1990 in 13 Folgen veröffentlicht. Sie ist die Verfilmung des letzten Teils des Captain-Tsubasa-Mangas, der Junioren-Weltmeisterschaft. 1994 wurde eine zweite OVA veröffentlicht, Captain Tsubasa Movie 05: Saikyu no Tenki! Hollanda Youth (キャプテン翼 最強の敵! オランダユース), die auf einem Manga-Special basiert.

### Videospiele
Zu Captain Tsubasa erschienen drei Spiele für die japanische Konsole Super Famicom. Außerdem treten im Spiel Jump Ultimate Stars die Hauptfiguren Tsubasa, Wakabayashi und Hyuga auf. 2010 erschien das Spiel Captain Tsubasa: Gekito no Kiseki (キャプテン翼 激闘の軌跡) für Nintendo DS.
10 Jahre nach der letzten Videospielveröffentlichung erschien am 27. August 2020 in Japan Captain Tsubasa: Rise of New Champions für Windows, die PlayStation 4 und die Nintendo Switch. Einen Tag später erfolgte der weltweite Release.

### Merchandise
Es erschienen vier CDs mit der Musik der Serie. Auf Teneriffa gibt es spezielle Tsubasa-Überraschungs-Eier mit Flummis mit Tsubasa-Motiven.

## Rezeption
In 1001 Comics bezeichnet Tatsuya Seto Captain Tsubasa als „einen der erfolgreichsten Sport-Mangas überhaupt“, der in Japan ein „nationales Fußballfieber“ ausgelöst habe. Die Gründung der japanischen Fußballliga 1993 werde von einigen auch auf den Erfolg des Mangas zurückgeführt und 2002 gaben mehrere der japanischen Nationalspieler an, die Serie habe sie entscheidend beeinflusst. In der Handlung der Serie gehe es neben dem Fußballspielen vor allem um „Freundschaft, Teamwork und Rivalitäten“.
Die deutsche AnimaniA schreibt von Captain Tsubasa als dem „erfolgreichsten Fußball-Manga aller Zeiten“, der trotz seiner Schwächen viele Leser an sich binden konnte. Die meisten Charaktere seien einander sehr ähnlich, Spannung komme nur wenig auf und die Handlung jenseits des Spielfeldes „wirkte ziemlich unbeholfen und wurde in Japan eher als Lachnummer aufgefasst“. Doch bei den vielen Figuren könne sich jeder mit einem identifizieren und gerade die Hauptfiguren würden auch Leserinnen ansprechen. Dass die Entwicklung vieler Charaktere in der Serie offengelassen wurde, führte dazu, dass in der Fangemeinde eine große Zahl Dōjinshi entstand. Der Manga „schlug […] bei Japans Jugend ein wie eine Bombe“, schreibt die MangasZene, und das „trotz der perspektivisch wie proportionsmäßig nicht umwerfenden Zeichnungen“. Der Manga habe auch davon profitiert, dass im Startjahr 1982 eine Weltmeisterschaft stattfand.